# Robert George Everitt Murray
Pour les articles homonymes, voir Robert Murray et Murray.
Robert George Everitt Murray, né en 1919 à Ruislip, en banlieue de Londres et mort le 18 février 2022, est un microbiologiste et bactériologiste britannique,.
Il est le créateur du règne des procaryotes, en 1968.

## Publications
- (en) R.G.E. Murray, "Microbial structure as an aid to microbial classification and taxonomy", Spisy Fac. Sci. Univ. Purkyne (Brno), Vol.43, 1968, p.245-252.
- (en) N.E. Gibbons & R.G.E. Murray, "Proposals Concerning the Higher Taxa of Bacteria", International Journal of Systematic Bacteriology, Vol.28, No.1, January 1978, p.1-6. DOI 10.1099/00207713-28-1-1
- (en) N.E. Gibbons & R.G.E. Murray, "Validation of Cyanobacteriales Stanier in Gibbons and Murray 1978 as a New Order of the Kingdom Procaryotae Murray 1968, and of the Use of Neuter Plural Endings for Photobacteria and Scotobacteria classes nov. Gibbons and Murray 1978 : Request for an Opinion", International Journal of Systematic Bacteriology, Vol.28, No.2, April 1978, p.332-333. DOI 10.1099/00207713-28-2-332